# Armadillo Hill
Der Armadillo Hill (englisch für Gürteltierhügel) ist ein eisbedeckter und 1760 m hoher Hügel im Grahamland auf der Antarktischen Halbinsel. Er ragt 120 m über das Eisplateau hinaus und liegt 6,5 km ostsüdöstlich des Northeast-Gletschers bzw. 13 km nordöstlich des Neny-Fjords.
Eine erste grobe Vermessung des Hügels nahmen Teilnehmer der British Graham Land Expedition (1934–1937) unter der Leitung des australischen Polarforschers John Rymill vor. Schlittenmannschaften der United States Antarctic Service Expedition (1939–1941) nahmen eine neuerliche Vermessung vor und benannten den Hügel als Sawtooth (übersetzt: Sägezahn). Die heute gültige Benennung geht auf den Falkland Islands Dependencies Survey nach Vermessungen in den Jahren von 1946 bis 1947 zurück. Namensgebend sind die verworfenen Eisblöcke am Gipfel und die allgemeine Form des Hügels, die ihm von Nordosten betrachtet das Profil eines Gürteltiers geben.